# Вольф, Ричард
Ричард Вольф (англ. Richard D. Wolff, род. 1 апреля 1942, г. Янгстаун, штат Огайо) — американский экономист, приверженец марксистской политэкономии, эмерит-профессор экономики Массачусетского университета в Амхерсте, приглашённый профессор образовательной программы международных отношений в нью-йоркском университете Новая школа. «The New York Times Magazine» указывал его «наиболее видным американским марксистским экономистом» («America’s most prominent Marxist economist»).
Является одним из современных критиков политической экономии.

## Биография
Окончил Гарвард (1963, бакалавр истории magna cum laude).
В 1964 году поступил на учёбу в Стэнфорде. Специализировался по экономике у Пола Барана, который скончался от сердечного приступа в том же 1964 году, после чего Вольф перешёл в Йельский университет, где получил степени магистра экономики (1966) и магистра истории (1967), а также доктора философии по экономике (1969). Диссертация «Экономика колониализма: Британия и Кения» была издана книгой в 1974 году.
В 1969—1973 годах преподавал в Городском колледже Нью-Йорка.
В 1985 году был кандидатом в мэры Нью-Хейвена от местной Партии зелёных. Призывает к созданию массовой левой партии в США.
В 1989 году с группой своих учеников запустил журнал «Rethinking Marxism»
Живёт в Манхеттене (Нью-Йорк). Его супруга — практикующий психотерапевт. Они имеют двоих взрослых детей.